# غوس ماكنزي
غوس ماكنزي (بالإنجليزية: Gus McKenzie) هو واثب حواجز ‏ بريطاني، ولد في 29 ديسمبر 1954 في إدنبرة في المملكة المتحدة.

## وصلات خارجية
- غوس ماكنزي على موقع أوليمبيديا (الإنجليزية)